# Makossa
Makossa é um tipo de música e é a mais popular hoje em áreas urbanas do Camarões. Ela é similar ao soukous, exceto por ela incluir um forte ritmo de baixo e uma proeminente seção de metais. Makossa é originário de um tipo de dança dos Duala chamada kossa, que possui influências significantes do Jazz, Ambasse Bey, música latina, highlife e Soukous. Enquanto o estilo Makossa começou durante os anos 50, as primeiras gravações não foram vistas até o fim uma década depois. Artistas como Eboa Lotin, Misse Ngoh e especialmente Manu Dibango popularizaram o estilo fora do Camaroões no início dos anos 60. Makassi é um estilo mais leve do Makossa. Sam Fan Thomas desenvolveu e popularizou essa variação na metade da década de 80 e fez o makossa potencialmente mais comercial.
Os dois músicos largamente creditados por modernizar o Makossa são Manu Dibango e Emmanuel Nelle Eyoum. Eyoum iniciou usando o termo 'kossa, kossa' em suas músicas com o grupo Los Calvinos. Mas foi Emmanuel 'Manu' Dibango que popularizou o estilo no mundo todo com sua música "Soul Makossa", Quando surgiu no início dos anos 70. O canto da música, 'mamako, mamasa, mama makossa', foi depois usada por artistas como Michael Jackson em "Wanna Be Startin' Somethin'"; Eminem em "Doe Rae Me"; Back To Basics em "Mamakossa"; o Bloodhound Gang, em "Mama Say"; Rihanna em "Don't Stop the Music"; Chico Science & Nação Zumbi em "Samba Makossa"; e El Chojin, em "Algo más que música" ("Something More than Music"). A Copa do Mundo FIFA de 2010 também trouxe o estilo Makossa para o palco internacional através de Shakira sampleando a popular música do Golden Sounds, Zamina Mina (Zangalewa) e trouxe a sonoridade do Makossa o promovendo para o cenário mundial. No Brasil, o Makossa é tocado por cantores influenciados pela cultura africana e muitas vezes é fundida pelo samba, um ritmo musical brasileiro que tem influência da cultura africana.

## Artistas de Makossa
- Eboa Lotin*Lapiro de M'Banga
- Bebe Manga
- Sam Fan Thomas
- Zangalewa (Golden Sounds)
- Koto Bass
- Ndedi Dibango
- Yerima Afo Akom
- John Minang
- Sergeo Polo
- Ben Decca
- Petit-Pays
- Dina Bell
- Toto Guillaume
- Douleur
- Marcel Bwanga